# روبيرتو جاليارديني
روبيرتو جاليارديني (بالإيطالية: Roberto Gagliardini)‏ (ولد في 7 أبريل 1994) هو لاعب كرة قدم إيطالي، يلعب لصالح نادي إنتر ميلان ومنتخب إيطاليا لكرة القدم في مركز الوسط.

## مسيرته الكروية
ولد في مدينة بيرغامو الإيطالية، وترعرع في أكاديمية الشباب التابعة لنادي أتالانتا قبل أن يصعد إلى الفريق الأول. لعب على سبيل الإعارة في أندية تشيزينا، سبيزيا وفيتشينزا. في يناير 2017 أعير إلى نادي إنتر ميلان لمدة عام ونصف مقابل مليونين يورو إضافة إلى 20 مليون يورو ستدفع عندما تتحول الملكية الكاملة للاعب إلى الإنتر في 30 يونيو 2018.

## روابط خارجية
- روبيرتو جاليارديني على موقع الاتحاد الأوربي (الإنجليزية)
- روبيرتو جاليارديني على موقع قاعدة بيانات كرة القدم.إي يو (الإنجليزية)
- روبيرتو جاليارديني على موقع ناشيونال فوتبول تيمز (الإنجليزية)
- روبيرتو جاليارديني على موقع Soccerway.com (الإنجليزية)
- روبيرتو جاليارديني على موقع عالم كرة القدم.نت (الإنجليزية)
- روبيرتو جاليارديني على موقع AS.com (الإسبانية)